# Ga Voi Xô
Ga Voi Xô là một nhà ga xe lửa tại huyện Hữu Lũng, tỉnh Lạng Sơn. Nhà ga là một điểm của đường sắt Hà Nội - Đồng Đăng và nối với ga Kép với ga Phố Vị.